# Quinzano d'Oglio
Quinzano d'Oglio é uma comuna italiana da região da Lombardia, província de Bréscia, com cerca de 5.826 habitantes. Estende-se por uma área de 21 km², tendo uma densidade populacional de 277 hab/km². Faz fronteira com Bordolano (CR), Borgo San Giacomo, Castelvisconti (CR), Corte de' Cortesi con Cignone (CR), Verolavecchia.

## Demografia
| Variação demográfica do município entre 1861 e 2011                               |
|                                                                                   |
| Fonte: Istituto Nazionale di Statistica (ISTAT) - Elaboração gráfica da Wikipedia |